# Jesús Gámez
Jesús Gámez Duarte (* 10. April 1985 in Fuengirola) ist ein spanischer Fußballspieler. Der rechte Außenverteidiger spielte neun Profijahre bei FC Málaga und absolvierte bisher über 260 Ligaspiele für den Verein. Seit 2016 steht er bei Newcastle United unter Vertrag.

## Karriere
Gámez wuchs in Fuengirola in der Provinz Málaga auf und begann beim ortsansässigen Vereins UD Fuengirola mit dem Fußballspielen. Im Jahre 2000 wechselte er in die Jugendabteilung des 27 Kilometer entfernten Málaga. Nach vier Jahren in Nachwuchskadern kam er 2004 zu ersten Einsätzen in der zweiten Mannschaft, ehe er im November 2005 sein Ligadebüt in der Primera División gab. Bereits im Sommer selben Jahres nahm er mit der U-23-Nationalmannschaft seines Heimatlandes an den Mittelmeerspielen teil und gewann die Goldmedaille. In eben jener Spielzeit stieg Gámez mit Málaga in die Segunda División ab, schaffte jedoch – er hatte sich bereits als Stammspieler etabliert – zwei Jahre später den Wiederaufstieg. In allen folgenden Spielen absolvierte er niemals weniger als 25 Ligaspiele und übernahm im Sommer 2011 kurzzeitig das Kapitänsamt. Im Mai 2012 verlängerte er seinen Vertrag bis zum Ende der Saison 2015/16. Zur Saison 2014/15 wechselte Gámez zu Atlético Madrid. Er unterschrieb einen Dreijahresvertrag.
Nachdem er in seiner zweiten Saison bei Atletico kaum zu Einsätzen gekommen war, unterschrieb er am 8. Juli 2016 einen Zweijahresvertrag beim englischen Zweitligisten Newcastle United.

## Erfolge
- Mittelmeerspiele: Goldmedaille 2005
- Spanischer Superpokalsieger: 2014